# Scrobipalpa feralella
Scrobipalpa feralella is een vlinder uit de familie tastermotten (Gelechiidae). De wetenschappelijke naam is voor het eerst geldig gepubliceerd in 1872 door Zeller.
De soort komt voor in Europa.